# Teresztenye
Teresztenye là một thị trấn thuộc hạt Borsod-Abaúj-Zemplén, Hungary. Thị trấn này có diện tích 8,69 km², dân số năm 2010 là 23 người, mật độ 3 người/km².